# Madroñal
Madroñal – gmina w Hiszpanii, w prowincji Salamanka, w Kastylii i León, o powierzchni 1,61 km². W 2011 roku gmina liczyła 158 mieszkańców.